# عنقود مجرات هيدرا قنطورس العظيم
عنقود هيدرا قنطورس العظيم هو عنقود مجري هائل، وهو الأقرب لعنقود مجرات العذراء العظيم.
يتكون العنقود العظيم هيدرا قنطورس من مجموعتين فرعيتين رئيسيتين:
- عنقود قنطورس المجري  الفرعي مع عناقيد المجرات Abell 3565 و Abell 3574 و Abell 3581 و (Abell 3526)، بالإضافة إلى
- مجموعة هيدرا الفرعية أساسًا من عنقود هيدرا المجري (أبيل 1060).

تعتبر المجموعتان الفرعيتان أيضًا عنقودتين فائقتين منفصلتين، لكنهما مرتبطان ببعضهما البعض بالإضافة إلى مجموعة برج العذراء العملاقة. تتأثر التجمعات العملاقة الثلاثة بالمشتبه به  الجاذب العظيم.
تبلغ مسافة العنقود الفائق بين 140 مليون سنة ضوئية (43 مليون فرسخ فلكي ( Mpc) لأقرب «مجموعة قنطورس» حتى 300 مليون سنة ضوئية (تعادل 90 مليون فرسخ فلكي) لأبعد الكتلة البعيدة  Abell 3581 . ألمع مجرة فردية في الهيكل هي مجرة إهليلجية NGC 4696 في عنقود القنطور بـ قدر ظاهري  10.7 mag.
في اتجاه العنقود العملاق عنقود قنطورس المجري ، ولكن لا يزال خلفه على مسافة حوالي 650 مليون فرسخ، يوجد عنقود مجري هائل شابلي، وهو أحد أكبر التجمعات العملاقة المعروفة وأكثرها كثافة في دائرة نصف قطرها مليار فرسخ فلكي.

## اقرأ أيضا
- NGC 3258  مجرة

- قائمة أجرام الكون الأكثر بعدًا